# Vernon Ingram
Vernon Martin Ingram, FRS (Geburtsname Werner Adolf Martin Immerwahr, geboren am 19. Mai 1924 in Breslau; gestorben am 17. August 2006) war ein deutsch-amerikanischer Biologe vom Massachusetts Institute of Technology.

## Biographie
Ingram wurde 1924 in Breslau im damaligen Niederschlesien geboren. Er war der jüngste Sohn des Holzhändlers Kurt Immerwahr und seiner Frau Johanna geb. Freund; sein älterer Bruder war der Klassische Philologe Henry Rudolph Immerwahr. In der Zeit des Nationalsozialismus wurde die Familie wegen ihrer jüdischen Herkunft verfolgt und verließ das Deutsche Reich, als Ingram 14 Jahre alt war. Sie lebten zunächst in England. Während des Zweiten Weltkrieges arbeitete Ingram in einer Chemiefabrik und studierte nachts am Birkbeck College der University of London. Er erwarb 1945 einen Bachelor in Chemie und 1949 einen PhD in organischer Chemie. Nach seiner Promotion arbeitete er als Postdoc am Rockefeller Institute und an der Yale University. Am „Rockefeller“ arbeitete er zusammen mit Moses Kunitz an der Kristallisation von Proteinen. Während seiner Zeit in Yale beschäftigte er sich zusammen mit Joseph Fruton mit der Peptidchemie. 1952 kam er zurück nach England und begann seine Arbeit am Cavendish Laboratory der University of Cambridge mit Studien zur Proteinchemie. 1956 zeigten Ingram, John A. Hunt und Antony O. W. Stretton, dass die Sichelzellenanämie durch einen Austausch einer Glutaminsäure gegen ein Valin im Hämoglobin verursacht wird. Ingram benutzte zum Nachweis des Aminosäurenaustausches elektrophoretische und chromatographische Methoden. Max Perutz und Francis Crick unterstützten die Arbeit von Ingram und seinen Kollegen. Er erhielt dafür 1967 den William Allan Award der American Society of Human Genetics. Ingrams Arbeit zeigte zum ersten Mal, dass eine Krankheit durch einen Austausch einer einzelnen Aminosäure in einem Protein verursacht werden kann. Daher wird Ingram gelegentlich als „Vater der molekularen Medizin“ bezeichnet.
1958 kam Ingram ans MIT. Er wollte zunächst nur ein Jahr bleiben. Aber es gefiel ihm so gut, dass er blieb. Während seiner Zeit am MIT arbeitete er mit Paul A. Marks von der Columbia University über Hämoglobin. Er begann sich auch für fetales Hämoglobin zu interessieren, das sich von dem der Erwachsenen unterscheidet. 1963 wurde Ingram in die American Academy of Arts and Sciences gewählt. In den 1980er Jahren interessierte er sich zunehmend für die Alzheimer-Forschung. Nach seiner Emeritierung führte er seine Arbeiten am MIT in einem kleinen Labor fort. Er und seine Frau waren über 16 Jahre die Hauseltern des Studentenheims Ashdown House am MIT. Zu seinen Ehren ist der Asteroid (6285) Ingram benannt. im Jahre 2002 wurde der zum Mitglied der National Academy of Sciences gewählt. Ingram starb am 17. August 2006 in Boston infolge eines Unfalls.